# T-800
«Термінатор» (відомий також як T-800 чи T-850 або T-101) — як власна назва стосується кількох вигаданих кіно- і літературних персонажів, яких утілював Арнольд Шварценеґґер: бойових кіборгів, початково зображених як програмовані убивці і бойові інфільтраційні одиниці. А «термінатор» як загальна назва (з малої букви) — так називають бойових роботів усіх серій, зображених у творах циклу «Термінатор».

## Загальні відомості
Персонаж «Термінатор» уперше з'явився як титульний антагоніст у картині 1984 року Термінатор, режисером і співавтором сценарію якої був Джеймз Кемерон. Пізніше ми бачимо цього персонажа у всіх частинах циклу Термінатор. У першому фільмі ми бачимо єдиного Термінатора — його зображав Арнольд Шварценеґґер; другого термінатора (невідомої серії, проте відмінної моделі) у спогаді Кайла Риза зображав Арнольдів друг і спаринг-партнер із бодібілдингу Франко Коломбо. У перших двох сиквелах Термінатор Шварценеґґера бореться проти двох інших термінаторів, захищаючи Джона Коннора; а в четвертій частині Термінатор з'являється на короткий час як комп'ютерна модель (робота зіграв актор Роланд Кікінджер, кого з допомогою комп'ютерної графіки зробили схожим на Арнольда Шварценеґґера). У сиквелах «Термінатор 2: Судний день» і «Термінатор 3: Повстання машин» Шварценеґґер зображав протагоніста, на відміну від першого фільму (це пов'язано із його обітницею не грати більше негативних персонажів і не вбивати людей у кіні). У всесвіті Термінатор, який створив Джеймз Кемерон, термінатори однієї серії мають однакові характеристики (Див.: «Серія термінатора»), а різні серії з одною моделлю зовнішнього камуфляжу — дозволили авторам фільму знімати Шварценеґґера для зображення різних одиниць однієї моделі (Див.: «Модель термінатора»). У контексті цих історій роботи навчаються бути схожими на людей і навіть мислити схожим чином — а не лише поводитися і виглядати як людина; вони мають однакову базу даних — тож це іще більше спростило проблему застосування одного актора у різних фільмах (ми пам'ятаємо, що кожен персонаж Шварценеґґера гине у кожному з фільмів).
Отож, Термінатор — це власна назва персонажів Арнольда Шварценеґґера, як це заявлено у сценаріях трьох перших фільмів циклу. Джеймз Кемерон хотів був обмежитися тільки одним (першим) фільмом у цій історії, і лише через умовляння продюсерів він погодився зняти другу картину; проте остаточно відмовився робити щось для інших сиквелів: «Я вже занадто далеко від усесвіту „Термінатора“, а у франшизи давно своє життя. До того ж, відверто кажучи, її дещо попсували інші режисери. Отож, бажання повертатися до цього у мене немає жодного», зазначив режисер. Оскільки режисерам і продюсерам здалося, що без Арнольда Шварценеґґера світ «Термінатора» неможливий, а на одному Арні далеко не заїдеш — то було вирішено додати цілу купу інших бойових машин для антуражу, і для всіх них придумати свої назви чи навіть прізвиська. Тож термінаторів пустили у серію, і погодилися (із легкої руки самого Джеймза Кемерона) у першому фільмі циклу, де він словами Кайла Риза говорить, що Термінатор, можливо є представником серії 800, але напевно — представником моделі CSM 101. Режисери разом із продюсерами знімали б «Залізного Арні» ще й у четвертому фільмі циклу — попри його похилий вік і значну втрату фізичної форми — проте, за законами США, губернаторам Каліфорнії цього робити (принаймні, безкоштовно) у жодному разі не можна. Тому скористалися колегою Арнольда за цехом (актором Роландом Кікінджером) і комп'ютерною анімацією на основі фото 1984 року.
Цікаво, що Термінатора з оригінального фільму було визнано Номером 22 списку «100 найкращих героїв і лиходіїв за версією AFI» (списку «американських кінонегідників», одним словом); а також Номером 14 у списку «100 найвеличніших кіноперсонажів» від журналу «Empire». Термінатор із другого фільму посів лише 48-му сходинку у рейтингу кіногероїв за версією «AFI».

### Номенклатура персонажа
У титрах до перших трьох фільмів циклу «Термінатор» подають назву цього героя просто як «Термінатор». У самих фільмах новіші версії термінаторів називають за їхніми номерами серій (T-1000, T-X, Т-888 тощо). Лише стосовно персонажа Шварценеґґера традиційно звуть «Термінатором». Кайл Риз у картині «Термінатор» і персонаж Шварценеґґера у фільмі «Термінатор 2» говорять про «Cyberdyne Systems Model 101.» У фільмі «Термінатор 3», Термінатор себе називає як «T-101,» що є скороченням назви моделі — а фактично є «ляпою» авторів сценарію, які не мають стосунку ні до Кемерона, ні до фантастики.
У картинах «Термінатор: Спасіння прийде» і «Термінатор 2: Судний день» (Extreme Edition DVD), а також у відеогрі «Terminator 2: Judgment Day» цю машину називають і як «термінатор серії 800» і як «T-800». А в додатках до DVD з фільмом «Термінатор 3: Повстання машин» цього термінатора звуть «серія 850 Модель 101», а також як «T-850», і «T-101». Тут треба пояснити: на додачу до різних авторів сценарію, режисерів і консультантів, які запустили конвеєр зі створення медіапродукту, після відкладення Судного дня унаслідок втручання Сари, Джона і їхнього Термінатора у історію — а ми пам'ятаємо, що «Сайбердайн Системз» усе ж таки почала розробляти технології, запозичені з майбутнього — часовий континіум змінився і адаптувався до цих змін. Унаслідок цього, Термінатора було створено не 2029 року, а набагато раніше; також серія отримала назву не Т-800, а Т-850 (і ці моделі не існували в одній і тій же часовій лінії).
На додачу, уся продукція на тематику фільмів «T2» і «T3» — що на час релізу, що ретроспективно у ході реалізації медіафраншизи (тобто фігурки у зменшеному масштабі, статуетки, колекційні моделі, набори «ArtFX kit», фігурки «Medicom», «Hot Toys» і іграшки Тодда МакФларна — усі вони використовують номенклатуру «T-800» і «T-850» (бо фігурки маленькі і так легше підписувати), таким чином роблячи вагомий внесок у поширення цього позначення і сприяючи його винятковій популярності, особливо коли ці найменування протиставляються «T-600-им» і Т-1000-им серіям. «Термінатор: Спасіння прийде» був першим фільмом, де відкрито почали називати серію Т-800 саме як «Те́-вісімсот»: уперше це чуємо від Джона Коннора, коли він побачив комп'ютерну модель ендоскелета цієї серії.
У коментарях до фільму «T2» Кемерон зазначив, що всі моделі 101 (тобто зовнішній органічний камуфляж ендоскелета) схожі на Шварценеґґера, тоді як 102 схожі на когось іншого; це і породило міркування про те, що 101 — це фізична органічна оболонка робота (включаючи підсистеми кровообігу, виділення тощо), тоді як «800» стосується типу ендоскелета (шасі і базових тактико-технічних характеристик робота), що може бути спільним для багатьох моделей. У сценах, які видалено із театрального прокату, але відтворених у Спеціальному виданні «Термінатор 2: Судний день» (Terminator 2 Special Edition), містяться докази для цього пояснення. У сцені, де Джон і Сара вимикають Термінатора для операції на його чипові, ми бачимо таке: коли робот перезавантажується, у верхньому лівому куті його тактичного дисплея (HUD) читаємо: «Cyberdyne Systems Series 800 Model 101 Version 2.4» (тобто: «Виробництво „Сайбердайн Системз“, серія 800, модель 101, версія 2.4). До того ж, оригінальний тизер до картини „Термінатор 2“ містить зображення з монітора якогось конвеєра під час утворення органічного зовнішнього покриття робота, де й зазначено: „Series 800 Model 101“ і Термінатор каже своє знамените: „I'll be back“.

### Роль у фільмах циклу „Термінатор“

Термінатор Т-800 (850) у виконанні Арнольда Шварценеґґера у циклі фільмів.

Термінатор моделі CSM 101 (Cyberdyne Systems Model 101) із живою органічною плоттю поверх металевого ендоскелета, що його зіграв Арнольд Шварценеґґер — це головний антагоніст у картині «Термінатор, тобто оригінальному фільмі циклу «Термінатор». Ідентичну машину серії 800 моделі 101 було перепрограмовано спеціалістами Руху опору у майбутньому — і вона стала уже протагоністом у фільмі «Термінатор 2: Судний день». У сиквелі «Термінатор 3: Повстання машин» Шварценеґґер зіграв удосконалену бойову одиницю — Т-850, яка виглядає так само, як і Т-800 відповідної моделі 101. Наприкінці кожного із цих фільмів героя Шварценеґґера «термінують», як каже сам Термінатор У четвертій частині циклу, у «Термінатор: Спасіння прийде» також бачимо модель 101, проте у виконанні іншого актора (Роланда Кікінджера) і з застосуванням комп'ютерної анімації.
Оригінального Термінатора було відправлено в минуле уполювати Сару Коннор у 1984-му році 1984, аби запобігти появі на світ її синові Джону, майбутньому лідерові людського Руху опору. Спочатку цього інфільтратора неможливо було відрізнити від людини; однак після вибуху вантажівки — Термінатор постає перед нами як машина, що її створено з єдиною метою: убивати. Врешті-решт Термінатор зазнає критичного пошкодження після спрацювання вибухового пристрою, який помістив йому в черевний відділ Кайл Риз — і остаточно він виходить із ладу від рук Сари після «контрольного» розчавлення гідравлічним пресом, унаслідок чого було виведено із ладу центральний процесор робота і паливні елементи. Тим не менше, історія на цьому не закінчилася: праву руку (якою Термінатор тягнувся до горла Сари) і пошкоджений процесор серед спресованого мотлоху відкопали співробітники компанії «Cyberdyne». Залишки першого Термінатора слугували для цієї щасливої компанії джерелом радикальних змін як у технологіях, так у профілі спеціалізації: компанії було доручено працювати на оборону США. Таким чином компанія — сама не розуміючи того — винайшла штучний інтелект, розробляючи банальну оборонну програму із керування кількома десятками комплексів і систем, що забезпечували захист американців від зовнішньої загрози. Центральний процесор і руку наприкінці фільму «Термінатор 2: Судний день» було викрадено із дослідницького центру «Сайбердайн Системз» і розплавлено на заводі цієї ж компанії командою Сари Коннор — аби запобігти появі «Скайнет».
У новому фільмі роль Шварценеґґера було змінено на протилежну за мотивацією стосовно головного героя. Тут ми вже дізнаємося, що у майбутньому Джон Коннор перепрограмував його і відіслав у наш час (час оповіді фільму) захистити Джона-молодшого і його матір Сару Коннор від страшного «рідкокометалевого» Т-1000. Під час спілкування із Коннорами, ця модель навчається, як спілкуватися на сленгові, вживаючи слівця типу «Hasta La Vista»; тим часом стосунки ж із самим Коннором переростають у щось, що нагадує стосунки між батьком і сином. Сара висловилася так: «…ця машина є найкращим кандидатом у батьки для Джона: …він ніколи не образить його, не скривдить, не скаже, що у нього немає часу для Джона… і умре, захищаючи його…» Наприкінці фільму Термінатор пропонує Сарі опустити себе у розплавлений метал, аби знищити центральний процесор Термінатора. Термінатор усвідомлює, що він має загинути, аби «Skynet» узагалі ніколи не могла виникнути.
У третьому фільмі Арнольд знову зображає героя, котрий цього разу уже захищає Джона і його майбутню дружину Кейт Брустер від Термінатрикс (T-X). Він каже Джонові, що зусилля Коннорів у другому фільмі не зупинили Судний день, а лише трохи відклали його настання. І знову команда Джона Коннора намагається зупинити ядерний апокаліпсис людства, і знову зазнають невдачі через відповідні зусилля Т-Х, нового, високотехнологічного робота — якого створено нейтралізовувати інших термінаторів. Термінатрикс інфікує Термінатора нанітами, що беруть під контроль корпус робота, змушують його напасти на Джона і Кейт; тим не менше, Джонові вдалося переконати Термінатора перезавантажитися: юнак звернув увагу на невідповідність між програмуванням Т-850 і поточним завданням, яке нав'язали йому наніти. Коли Джон і Кейт сховалися у спеціальному бункері, щоб пережити ядерний голокост людства, Термінатор знищує Термінатрикс із допомогою свого останнього водневого елемента живлення (і при цьому зазначає, звертаючись до Т-Х: «Тебе знищено!») — і при цьому гине сам. Цей Термінатор відіграв дуже важливу роль у майбутньому: 4 липня 2032 року він знищив самого Джона, скориставшись прихильністю Джона до роботів цієї моделі. Т-850 після цього було захоплено бійцями Руху опору і перепрограмовано, щоб він захистив Джона і Кейт у наш час; тепер він не підкоряється Джонові — а виконує накази Кейт.
У четвертому фільмі Термінатор грає маленьке камео, і знову це антагоніст. Відповідно до сценарію, Термінатор є одним із найперших вироблених Т-800, він нападає на Коннора, коли той намагається урятувати Кайла Риза від «Скайнет» на базі у Сан-Франциско. Він би ось-ось вбив Джона, але йому на допомогу прийшов Маркус Райт. Поки Джон мінував паливні елементи роботів (схожих на ті елементи, що ми їх бачили у картині «Термінатор 3»), Райт намагався зупинити Термінатора. Оскільки у Маркуса був металевий ендоскелет — йому удавалося протистояти роботові протягом якогось часу; однак, Маркус має біологічні мозок і серце — чим і скористався Термінатор: він ударив Маркуса у серце, від чого той помер. Термінатор став переслідувати Джона, який заманив його під піч. Він вистрілив у неї з гранатомета, і звідти на термінатора вилився розплавлений метал. Його це зупинило зовсім на трохи і він продовжив переслідування. Але Джон відкрив вогонь з пістолета по трубі з рідким азотом, чим охолодив метал на термінаторі. Він до нього майже дотягнувся, але залишив на його обличчі рукою рани (їх можна побачити на початку другого фільму). Поки термінатор звільнявся з металевої пастки, Джон намагався реанімувати Маркуса. Врешті Джонові вдалося запустити його серце за допомогою високовольтних дротів. Потім Термінатор дістався-таки до Джона і завдав чоловікові смертельної рани металевим прутом у груди. Маркус із допомогою металевого прута, якого він вийняв з рани Джона, відірвав Термінаторові голову, знищивши робота остаточно. А паливні елементи вибухнули після того, як Маркус, Джон і Кайл залишили базу «Скайнет» і натиснули на детонатор, чим знищили саму базу і тисячі незакінчених Термінаторів. Маркус згодом віддав своє серце для трансплантації, щоб урятувати Джонове життя.

## Технічні характеристики
У вигаданому всесвіті циклу фільмів «Термінатор», власне Термінатор є грізний робот-убивця і солдат, створений військовим суперкомп'ютером «Скайнет» для виконання інфільтраційних і бойових завдань у процесі досягнення головної мети: знищення Руху опору людства. Він міг природно розмовляти, копіювати голоси інших, читати рукописний текст і навіть природно поті́ти, пахнути і кровоточити. Щоби визначати термінаторів, які за інших рівних умов неможливо було відрізнити від людей, повстанці використовували навчених собак.
Найпримітнішими особливостями термінатора є такі: експертна система поєднується із так званим сильним штучним інтелектом, посилена здатністю машинного навчання і здатна до виконання широкого кола неформалізованих завдань. А ще однією фантастичною властивістю, що одразу впадає в око, є джерело живлення, що здатне підтримувати термінатора до 120 років.
Стійкою рисою усіх серій термінаторів є слабке червоне (або синє у випадку ТХ (Термінатрикс) чи Cameron) світіння «очей», коли роботи увімкнені (чи в режимі «он-лайн» для тих, хто має додатковий «сплячий» режим) — чи тьмяне світіння (чи таке, що поступово зникає), коли Термінатор відключається. У всіх чотирьох фільмах відсутність світіння (чи зникання світіння) режисери використовували, щоб показати, що робота виводять із ладу. Оця риса стала настільки характерною, що підсвічені очі часто бачимо на товарах франшизи «Термінатор», навіть із ефектом повільного загоряння чи тьмяніння «очей» при вмиканні/вимиканні іграшки.

### Конструкція
Кайл Риз так описує Термінатора з однойменного фільму:
Термінатор є солдатом-інфільтратором, кіборгом (машиною із функціональними людськими органами). Усередині його є бойове шасі з гіперсплаву; керує Термінатором мікропроцесор; робот дуже добре озброєний і дуже небезпечний. А зовні Термінатор покритий живою людською шкірою. Тіло, шкіра, волосся, кров — усе це вирощують для кібогрів.
Як це ми бачимо у фільмах, Термінатор може витримати численні попадання у його корпус вогнепальною зброєю XX століття, він пробиває стіни і не зазнає якихось значимих пошкоджень, він навіть здатний уціліти після впливу на нього вибухівки певного рівня. Повторних влучань кулі з рушниці (помповика) було достатньо лише, щоб збити робота і тимчасово відключити його; тоді ж як велика кількість влучань з автоматичної зброї легко може пошкодити органічний шар зовнішнього маскування. У другому фільмі, Термінатор говорить, що він може працювати протягом 120 років на внутрішніх джерелах живлення. У фіналі картини «Термінатор 2», джерело живлення робота було пошкоджено, а він знаходить можливість віднайти альтернативне джерело живлення, описане у коментарі на DVD як система тепловідведення, тобто використання теплової енергії від гарячого середовища. У третьому фільмі зображено Термінатора серії 850 (а не 800, зображених у перших двох фільмах), працює на двох водневих паливних елементах; робот наприкінці фільму викидає один пошкоджений елемент і продовжує функціонувати у нормальному режимі на другому. Пошкоджений же — вибухає незабаром після цього з такою силою, наче це мініатюрний ядерний вибух із невеличким грибом.
Ендоскелет приводить у дію потужна мережа гідравлічних сервомеханізмів, що робить термінаторів надзвичайно, надлюдськи сильними. Наприклад, у третьому фільмі, персонаж Шварценеґґера легко справлявся із 7.62-мм (.30 калібр) кулеметом Браунінґа від стегна однією рукою, у той час як другою притримував домовину із живим Джоном Коннором і важким запасом зброї, не проявляючи жодних ознак надлишкової ваги.
Наприкінці першого фільму вогонь позбавив Термінатора органічних елементів. Те, що лишилося — це і є машина, за словами самого Джеймса Кемерона «хромований скелет, наче смерть, утілена у сталі». У пізніших фільмах циклу Термінатор фільмів, ми бачимо цілу армію ендоскелетів-термінаторів. На вигляд вони ідентичні Термінаторові із першого фільму, і ми часто бачимо ці ендоскелети у серії фільмів про «війну майбутнього».

### ЦП

Процесор Т-800

Центральний процесор (ЦП) Термінатора — це штучна нейронна мережа на основі «надпровідника кімнатної температури», що має здібність до навчання і наділена штучним інтелектом. У картині «Terminator 2: Судний день» Термінатор стверджує, що «чим більше він контактує з людьми, тим більше він їх вивчає». На початку першого фільму циклу Термінатор стикається із панками; він тут же переймає манеру панків говорити і носити їхній одяг. У Спеціальному виданні він зазначає, що « „Skynet“ установлює перемикачі для пам'яті у режим „Лише для читання“ тим термінаторам, яких вона відправляє в одиночну місію», аби запобігти тому, щоб машини «забагато думали». Сара і Джон активують здатність Термінатора навчатися, пересунувши перемикач на ЦП у режим «Читання-і-запису», після чого він став розумнішим і допитливішим, і почав намагатися не лише імітувати, а й зрозуміти людську поведінку. Це приводить, зокрема, до того, що робот постійно вживає упізнавану фразу «Hasta la vista, baby» (ісп. «До побачення, крихітко!»). Через його фразу наприкінці фільму: «Тепер я знаю, чому ви плачете; проте це річ, на яку я ніколи не буду здатним», Сара у завершальній закадровій оповіді міркує, що «Термінатор пізнав цінність людського життя».

### Органічне покриття
Зовнішній органічний камуфляж, який використовують на більшості роботів серій 800 і 850 є дуже схожим до реальних людських м'язів і шкіри; камуфляж є живою самовідтворюваною органічною системою, наділеною здатністю потіти, імітувати дихання, і виробляти реалістичний запах тіла.
Хоча покрив Термінатора і використовує штучну кров, він майже не кровоточить після пошкоджень, навіть зазнавши дуже сильних ран. Покриття не має системи кровообігу, а кровопостачання за одними даними забезпечується «нанороботів», які наповнюють шкіру; за іншими даними — кровопостачання підтримують мікронасоси, які розміщено на виступах ендоскелету. Невідомо, які біологічні процеси проходять у покриві Термінаторів серій 800/850, адже протягом перших трьох фільмів ми не бачимо, щоб роботи споживали їжу. Роботи не мають кісткового мозку, а кисень у штучній крові переносять штучні кровозамінники замість людських еритроцитів. Плоть термінатора самозцілюється, і відбувається це набагато швидше, аніж у людини відновлюються тканини.
Нетиповою для цієї серії властивістю володіють термінатори Т-888: ендоскелет може наростити нову плоть, використовуючи новітні технології і біологічні зразки крові. Так, у серіалі робот Крома́рті запропонував асистенту-генетику формулу штучного покриву, а сам занурився у ванну із біологічним розчином. У результаті він отримав грубу модель покриву, ніби обпечену кислотою і без очей — яку потім йому підправляв пластичний хірург. Крім того, роботові довелося украсти живі очі в асистента-генетика — при цьому очі прижилися у новому органічному покриві.

### Фізична модель

Арнольд Шварценеґґер у ролі головного майстер-сержанта Вільяма Кенді у фільмі «Термінатор 3: Повстання машин»

У другому фільмі було показано, що зовнішній органічний камуфляж термінаторів якимось чином вирощують за однаковою матрицею, ми спостерігаємо багато однакових копій роботів цієї серії. Це значить, що «Skynet» використовував конкретний фізичний шаблон, якому позувала конкретна людська особина. Найвідомішу модель камуфляжу для роботів серії Т-800/850 (Модель 101) у фільмах зображає Арнольд Шварценеґґер; сцена у серіалі «Термінатор: Хроніки Сари Коннор» зображає спогади представника серії Т-888, модель камуфляжу «Вік» (англ. «Vick»), де показано кімнату (очевидно, це фабрика, де їх створюють) із кількома десятками моделей однакової матриці, оголених, які рухаються в унісон в одному напрямі.
Модель, яку зображає Арнольд, у фільмах називається CSM 101 або Модель 101. У видаленій сцені з фільму «Термінатор 3: Повстання машин» відкриваємо історію походження цієї моделі. Вона базується на фізичних даних головного майстер-сержанта Вільяма Кенді, який розмовляє із «техаським» акцентом. «Селюкувату» вимову персонажа Арнольда замінено більш «мужнім», зі сталевими нотками голосом одного з розробників програми (цей голос є власне голосом Арнольда Шварценеґґера, а персонажа-сержанта озвучив інший актор). На зауваження генерала Брустера, мовляв, південний акцент для армії США є неприпустимим (південці програли у громадянській війні), розробник відповідає: «We can fix it» («Ми можемо це виправити», англ.).
У частині сцени сержанта Кенді показано поруч із частково готовим ендоскелетом, що є свідченням того, що термінаторів почали створювати люди напередодні Судного дня. Це суперечить відомостям із першого фільму, де Кайз Риз говорить про Модель 101 як про «нову», що замінила звичного йому робота серії Т-600 із грубим гумовим камуфляжем, якого ми також бачимо у фільмі «Термінатор: Спасіння прийде». Т-800 показано фізично міцнішим, він розриває пошкодженого Т-600 навпіл. Також це перша серія, яку виготовлено із титанового сплаву. Однак, у титану є одна серйозна вада: він втрачає міцність за температури 430 °C (806 °F), що змусило «Skynet» пізніше використовувати як альтернативу колтан, про який також згадано як про колумбіт-танталіт. Колтан має більшу термостійкість; про використання колтанових сплавів згадано лише у серіалі «Термінатор: Хроніки Сари Коннор»: там мовиться, що всі Т-888-мі створено із колтану, а також про те, що його використовували і для виробництва деяких роботів серії Т-850 (серіал є продовженням часової лінії фільму «Термінатор 3: Повстання машин»).
Відповідно до фільму «Термінатор: Спасіння прийде», серія Т-800 була першою, що використовує титановий чи колтановий сплави. Ці сплави дозволили зробити шасі (корпус) термінатора майже удвічі меншим: серії Т-600 і навіть усі серії Т-700 виглядали дуже масивними і навіть здалеку їх важко було сприйняти за людину. Серії лінійки Т-800 виглядають набагато більш схожими на людину (на добре треновану людину-культуриста). У наступних серіях удалося так мінімізувати внутрішні механізми, що термінатори змогли зображати навіть дітей (зокрема, термінатор Cameron).
Цілком відмінне походження Моделі 101 запропоновано у книзі «Т2: Інфільтратор» (видано до виходу фільму «T3»): прототипом для моделі став колишній офіцер антитерористичного підрозділу Дітер фон Россбах (Dieter von Rossbach), хто зустрічається з Коннорами і об'єднує зусилля із ними в сьогоденні. Причиною, з якої «Skynet» обрала Дітера — було те, що система проглядала старі бази даних військових у пошуку людини, чиє тіло може ефективно приховати масивний скелет Термінатора.
Відеокліп до пісні «You Could Be Mine» гурту Guns N' Roses показує, як Т-800 отримує органічний покрив на ендоскелет.

### Підсерії Т-800
Система «Skynet» розробила цілу низку варіантів 800-ї серії: T-803 (Легкий штурмовий інфільтратор, спеціалізується на ближньому бої); T-804 (Тактичний інфільтратор, спеціалізується з тактики бою на дальніх відстанях і на здійсненні координації відділень Т-800-х: у людському суспільстві йому відповідає функція сержанта); T-806 (Розвідник-інфільтратор, спеціалізується виключно на розвідці і спостереженні; має потужну сенсорну систему і посилені системи зв'язку); T-808 (Середній штурмовий інфільтратор; спеціалізація невідома; напад на базу повстанців у фільмі «Термінатор» здійснювала саме ця тактична одиниця); T-810 (Обер-командо [англ. Advanced Infiltrator Stealth] — спеціалізується на особливих диверсійних завданнях); T-831 (Тяжке бойове шасі — або ТБШ — штурмовик із підвищеним бронюванням); T-835 (Мобільний штурмовий підрозділ — «кавалерія» інфільтраторів, що спеціалізується на переслідуванні ворога, «зачистці» території і ведення бою в тісних приміщеннях, коридорах тощо; виконано шляхом поєднання Т-800 із шасі Т-1); T-850 (термінатор серії 850 «Сайбер Ресьорч Системз», тобто прототип кіборга-диверсанта, розроблений людьми, — основна бойова машина і найчисленніша модель кіборгів «Skynet»); Т-882 (Тактична командна одиниця, здатний адаптувати самі свої алгоритми до ситуації на полі бою; у людському суспільстві йому відповідає спеціалізація лейтенанта/капітана [Т-882 підлеглий лише МУ-Центуріон чи безпосередньо «Skynet»]; практично рівний людям із точки зору тактичної роботи) і Т-888 (Інфільтратор останньої моделі; має три процесори, головний із яких за потужністю і програмним забезпеченням рівний Т-882; застосовувався для особливих місій, які вимагають гнучкості у прийнятті рішень).
Т-850 має два водневі елемент живлення (в грудній клітці) і може видаляти їх у разі пошкодження. Т-800/850 стійкі до стрілецької зброї і дрібної плазмової зброї (приміром, яку має МУ-Мінімисливець); «плазмовики» більшого калібру легко руйнують ендоскелет Т-800/850. Крім стандартних можливостей свого попередника, Т-888 має якесь інше джерело живлення, відмінне від двох водневих кластерів Т-850 (нейтралізація і спалення Т-888 [тобто порушення цілісності елементів] не призводить до ядерного вибуху); є іще сильнішим, швидшим і стійкішим до пошкоджень за своїх попередників. У Т-888 краще бронювання: додаткові плити на тілі захищають внутрішні компоненти, які були вразливими у Т-800/850. На відміну від однотипного ендоскелету для усієї 800/850-ї серії, Т-888 має велику різноманітність розмірів (від велетня-культуриста до дитини), щоб краще ховатися серед людей. Крім того, як було вже зазначено, Т-888 має чотири суттєві удосконалення:
- ендоскелет виготовлено не з титану, а з колтану, більш тривкого і тугоплавкого матеріалу;
- він має функцію «адреналіну», тобто розгону процесора у критичних ситуаціях, що дозволяло на 10 % збільшити потужність роботи ЦП і усіх нейро-ланцюгів. Це дозволяло максимально використовувати потужність систем;
- його шкіряний покрив мав надзвичайну здатність до регенерації навіть за великого ступеня пошкодження, міг інтегрувати частини людської плоті (наприклад, очі) — а сам Т-888 мав здатність вирощувати шкірний покрив, використовуючи повну спеціалізовану базу даних на цю тематику;
- його процесор мав практично необмежену здатність до навчання і автономності[31].

Т-888 із плазмовою гвинтівкою Westinghouse ME-25

ТТХ серії Т-888 (потрійна 8-ка):
шасі: ендоскелети із колтана із додатковими захисними плитами і «стегновими лезами»
фізичні параметри: різна висота і маса — залежно від завдання; витриваліший і довговічніший за попередників
сенсори: повноцінна бінокулярна оптична система, і окремий масив процесорів (у торсі), що відповідає за прицілювання-балансування; сенсори «очей» світяться багряно-червоним
броня: ендоскелет добре протистоїть будь-якій стрілецькій зброї — окрім боєприпасів із урановим сердечником, осколково-фугасних і плазмових зарядів великої потужності; живучість підвищено за рахунок дублюючих систем
штучний інтелект: повноцінний нейропроцесор; (само)навчання — його функція
призначення: інфільтратор, диверсант, убивця; використовує усі види бойової тактики
озброєння: плазмова гвинтівка Westinghouse ME-24 або МЕ-27 / важка ручна плазмова пульсова гармата General Dynamics RBS-80
живлення: потужніша реакторна установка нового типу (в грудній клітці)
додаткові опції: здатний дистанційно управляти тілом, якщо череп відділено від торса; має винятковий регенераційний потенціал зовнішнього покриття; може споживати їжу для підтримання покриття у належному стані
Прим.: Відомий Т-882 (командна одиниця), яка могла вносити зміни в свою програму «на ходу», добиваючись виконання поставленого завдання. Т-888, очевидно, має ті ж характеристики процесора (при виконанні завдання могли змінювати свою тактику в дуже широких межах, аж до знищення «союзних» термінаторів «Skynet», що заважають їм виконати завдання).